# Duimendik

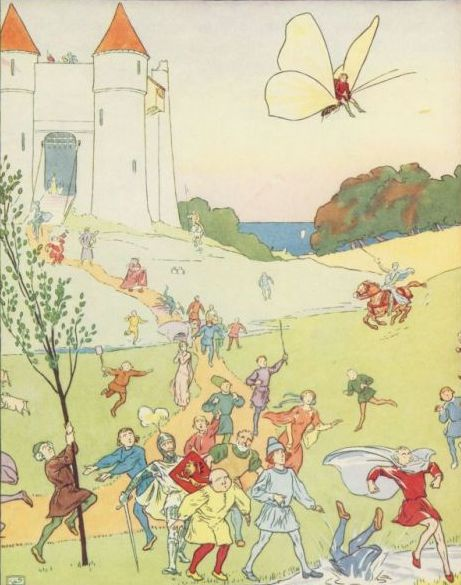

Duimendik is een sprookje uit Kinder- und Hausmärchen, de verzameling van de gebroeders Grimm, met als nummer KHM37. De oorspronkelijke naam is Daumesdick.

## Het verhaal
Een arme boer en zijn vrouw krijgen een kind niet groter dan een duim en noemen het Duimendik. De boer gaat op een dag het bos in om hout te halen en Duimendik wil paard en wagen naar hem brengen. Zijn moeder zet hem in het oor van het paard, om het zo commando's te geven. Twee mannen zien een loslopend paard, horen Duimendik, maar zien hem niet. Nieuwsgierig lopen ze erachteraan. Als ze merken hoe het in elkaar zit, besluiten ze Duimendik te kopen.
Eerst wil de boer dat niet, maar Duimendik fluistert zijn vader in het oor het toch te doen en hij verkoopt hem voor veel geld. Een van hen zet Duimendik op zijn hoed. Als Duimendik nodig moet, wordt de hoed afgezet en Duimendik vlucht. Dan hoort hij hoe twee andere mannen een diefstal bij de pastoor plannen. Hij biedt zijn hulp aan en klimt zo door de tralies naar binnen. Dan begint hij tegen de mannen te schreeuwen, wat ze hebben willen.
De keukenmeid hoort het en de dieven vluchten. Duimendik gaat in het hooi slapen. De volgende morgen wordt juist dat hooi aan de koe gegeven en Duimendik belandt in de maag van het dier. Er valt steeds hooi op zijn hoofd en daarom vraagt hij te stoppen met voeren. De meid denkt dat de koe spreekt en waarschuwt de pastoor. Als die het ook hoort wordt besloten het betoverde dier te slachten.
De maag met Duimendik belandt op de mestvaalt, die weer wordt opgegeten door een wolf. Vanuit de maag belooft Duimendik hem veel eten en leidt hem zo naar het huis van zijn ouders. Hij eet zijn buik rond, maar kan daardoor niet meer naar buiten komen. Zijn ouders slaan de wolf dood en bevrijden Duimendik.

## Achtergronden bij het sprookje
- Het sprookje komt uit Mühlheim aan de Rijn
- Minuscule mensjes zijn een geliefd onderwerp in veel culturen en komen al voor bij de Griekse en Romeinse schrijvers. Ze moeten niet verward worden met kabouters of dwergen. Zie ook Onderdeurtje, Duimpje de wereld in (KHM45), De jonge reus (KHM90), Duimelijntje en Klein duimpje.
- Vergelijk ook het Japanse sprookje over Issun Boshi, wat vertaald kan worden met Klein duimpje.
- Vingers hebben vaak een symbolische betekenis, zie ook vingersprookje.
- Een misvormd wenskind komt ook voor in Hans mijn egel (KHM108) en Het ezeltje (KHM144).
- Ook in De wolf en de vos (KHM73) eet de wolf te veel, zodat hij niet meer naar buiten kan.
- Het Turkse sprookje Kikkererwtje heeft veel overeenkomsten, hier wordt nog aangegeven dat het kinderloos echtpaar zoveel kinderen wil als erwten. Dit gebeurt, waarna de erwten worden gekookt. Eén erwtje kan ontkomen en dit is Kikkererwtje, die daarna de avonturen beleeft.